# Gerald Robarts
Pour les articles homonymes, voir Robarts.
Gerald Robarts, né le 15 avril 1878 dans le Buckinghamshire, Royaume-Uni et mort le 27 décembre 1961 dans le Buckinghamshire, est un officier de l'armée britannique, un banquier et un joueur de squash de premier plan. Il est directeur de Coutts & Co. jusqu'en 1931.

## Biographie
Gerald Robarts est né dans le Buckinghamshire le 15 avril 1878. Il est le deuxième fils d'Abraham John Robarts et de Edith Barrington, une fille de Percy Barrington, 8ème Vicomte Barrington. Il a un frère aîné, John, et quatre sœurs, Mary Edith, Elsie, Marjorie Alice et Laura Louise.
Bien que le père de Robarts ait été le locataire de la famille Dayrell à Lillingstone Dayrell, il paye en 1868 la restauration de l'église paroissiale. Il est High Sheriff du Buckinghamshire en 1869, et en 1882 il construit Tile House, Lillingstone Dayrell, où il a vécu plus tard, conçu par Ewan Christian et décrit par Pevsner comme « néo-élizabéthain, grand et imposant avec des groupes d'énormes cheminées » His grandson David was High Sheriff in 1963.
Par sa grand-mère paternelle, Elizabeth Sarah Smyth, Robarts était un descendant de Henry FitzRoy (1er duc de Grafton), un fils illégitime de Charles II (roi d'Angleterre). La fille du troisième duc, Lady Georgiana Fitzroy (1757-1799), a épousé John Smyth, un politicien Whig, qui était l'arrière-grand-père de Robarts. La cousine germaine de son père, Diana Elizabeth Smyth, a épousé Henry Lascelles (4e comte de Harewood), et son arrière-petit-fils George Lascelles était le mari de Mary, princesse royale, fille unique de George V.
Le père de Gerald Robarts, Abraham, est le dernier d'une lignée ininterrompue s'appelant tous Abraham Robarts et remontant au 17e siècle. Son père a eu deux fils, et il en a eu trois, mais aucun d'entre eux ne s'est prénommé Abraham.
La famille Robarts est banquière depuis la fondation de Robarts, Curtis & Co. en 1791. Cette société est ensuite devenue Robarts, Lubbock & Co. et fusionne en 1914 avec Coutts & Co. Les associés de Robarts, Lubbock et Co. étaient Abraham John Robarts, John William Lubbock et son fils John Lubbock, créé Lord Avebury en 1900.
Il est directeur de Coutts & Co. jusqu'en 1931, date à laquelle son siège au conseil d'administration est repris par son fils David Robarts. En 1927, il est commissaire à la taxe foncière, et est alors de Lillingstone House, Lillingstone Dayrell, Buckingham.
Membre actif du Bath Club, en 1924 Gerald Robarts fait partie d'une équipe britannique de squash qui visite les États-Unis et remporte le championnat américain de squash en simple, en battant en finale William F. Harrity de Philadelphie ainsi que les championnats du Canada de squash.

### Carrière militaire
Gerald Robarts est muté comme sous-lieutenant dans le 7th Queen's Own Hussars le 24 mars 1900 et il est lieutenant le 29 novembre de la même année. Il part pour l'Afrique du Sud et participe à la seconde guerre des Boers de 1901 à 1902, notamment aux combats de Springs, dans le Transvaal, le 1er avril 1902.
En 1911, il est muté dans les Royal Horse Guards et en 1912, il est transféré dans le Northamptonshire Yeomanry. Il sert jusqu'en 1917, participe au service actif pendant la Première Guerre mondiale et atteint le grade de capitaine.

### Vie personnelle
Le 18 juillet 1905, à St George's, Hanover Square, il épouse Ethel Florence Fletcher,. Ils ont trois fils :
- David John Robarts (1906-1989), qui a fait ses études à Eton et Oxford et qui, en 1954, est président de la National Provincial Bank, puis deuxième président de la nouvelle National Westminster Bank[10].
- Anthony Vere Cyprian Robarts (1910-1982), également diplômé d'Eton, rejoint le 11e régiment de hussards avant la Seconde Guerre mondiale, sert en Égypte et est promu lieutenant-colonel ; marié en 1935 à Grizel Mary (Gid) Grant ; 2 fils, 2 filles.
- Peter Robarts (1915-1951), qui devint chef d'escadron dans la Royal Air Force et se tue dans un accident de vol.

Gerald Robarts et sa femme ont hérité d'Abraham une collection de peintures hollandaises du XVIIe siècle et ont ouvert leur jardin de Lillingstone House au public par le biais du National Gardens Scheme. Il était remarquable pour ses arbustes et ses arbres à fleurs.
Gerald Robarts meurt dans le Buckinghamshire le 27 décembre 1961, à l'âge de 83 ans, et il est enterré à Lillingstone Dayrell.

## Palmarès
- Championnats des États-Unis de squash : 1924
- Championnats du Canada de squash : 1924